# Gamera 3: Revenge of Iris
Gamera 3: Revenge of Iris (jap. ガメラ3 邪神〈イリス〉覚醒 Gamera 3: Irisu Kakusei) – japoński film typu kaijū z 1999 roku w reżyserii Shūsuke Kaneko. Jedenasty film z serii o Gamerze.

## Fabuła
Podczas ostatniej obrony przed Gyaosami Gamera niechcąco doprowadził do spowodowania śmieci 20 tys. ludzi, co wzbudza niepokój rządu. Wśród zabitych znaleźli się rodzice uczennicy Ayany. Pewnego dnia znajduje ona wielkie jajko w Jaskini Demonów. Wkrótce z jajka wykluwa się mały potwór, który zaczyna szybko rosnąć. Prócz tego z dziewczyną nawiązuje psychiczną więź, zaś Ayana nazywa go Iris po swoim zmarłym kocie. W wyniku nienawiści Ayany do Gamery Iris staje się dorosły i rozpoczyna destrukcję, co wzbudza zainteresowanie Gamery.

## Obsada
- Shinobu Nakayama – Mayumi Nagamine
- Ai Maeda – Ayana Hirasaka
- Ayako Fujitani – Asagi Kusanagi
- Senri Yamasaki – Mito Asakura
- Toru Tezuka – Shinya Kurata
- Takasaki Nayami – płk GF Takoshi
- Hakosaki Sato – generał GF
- Kenji Soto – dr Sato
- Yukijirō Hotaru – Inspector Osako
- Yūsuke Kawazu – Akio Nojiri
- Masahiko Tsugawa – dowódca Powietrznych Sił Samoobrony
- Hirofumi Fukuzawa – Gamera
- Akira Ohashi – Iris
- Kei Horie – Shigeki Hinohara
- Yukie Nakama – obozowiczka